# Frontenac (Quebec)
Frontenac é um município de 1.500 pessoas localizado na região de Estrie, em Quebec, Canadá.